# Posham Pa
Posham Pa — индийский психологический триллер 2019 года на языке хинди, снятый Суманом Мукхопадхьяй. Название фильма взято из детского стихотворения, в то время как сам фильм изображает массовое убийство детей серийными убийцами. Сюжет фильма основан на реальной истории серийных убийц Анджаны и двух её дочерей Симы Гавит и Ренуки Шинде, которые похитили более 40 и убили около 12 детей 19 ноября 1996 года. Сима и Ренука были приговорены к смертной казни в 2014 году, а их мать Анджана умерла в 1997 году, отбывая наказание в тюрьме. Фильм был выпущен на платформе ZEE5 23 августа 2019 года и получил в целом положительные отзывы зрителей и критиков. 

## Сюжет
История психически неуравновешенной матери Праджакты, которая вдохновила и принудила к преступной жизни двух своих дочерей Регху и Шикху. Они убили пятерых детей, и были арестованы за совершение массового убийства. Позже сестры раскрывают всё, что связано с массовым убийством, двум режиссёрам-документалистам Гундипу и Нихату.

## В ролях
- Махи Гилл — Праджакта Дешпанде
- Саяни Гупта — Регха Сатхе
- Рагини Кханна — Шикха Дешпанде
- Шивани Рагхуванши — Нихат Исмаил
- Имаад Шах — Гандип Сингх
- Рандхир Рай — Дхармеш Дешпанде
- Нитанши Гоэль — ребёнок Регхи Сатхе

## Производство
Проект был анонсирован ZEE5 в июле 2019 года. Режиссёр выбрал для фильма весь женский состав, уделив особое внимание женским персонажам. Махи Гилл была задействована в роли психически неуравновешенной матери Праджакты, основанной на Анджане, в то время как Саяни Гупта и Рагини Кханна были приглашены на роли сестер, основанных на массовых убийцах Симе и Ренуке. Фильм в основном снимался в тюрьме в Матунге, Мумбаи, где в настоящее время находятся серийные убийцы.